# Observatorio W. M. Keck
El observatorio W. M. Keck dispone de los telescopios Keck I y Keck II.
Situado cerca de la cima del volcán inactivo de Hawái del mismo nombre, a 4205 m, lo que permite una excelente vista nocturna con un mínimo de interferencia de las fuentes de luz artificial o de la niebla atmosférica. Tiene 10 metros de diámetro, de espejo segmentado (36 espejos con un peso de 300 toneladas), instalado en la cima del volcán Mauna Kea, Hawái. Entró en funcionamiento en 1993. El coste total fue de alrededor de 140 millones de dólares, aportados por la Fundación  W. M. Keck.
La potente óptica adaptativa desarrollada en los telescopios Keck I y II permitió analizar con gran detalle las  órbitas de estrellas que giran alrededor del objeto denominado Sagitario A* ubicado en el centro de nuestra  galaxia. De este análisis se dedujo que tal objeto debe ser un agujero negro supermasivo de 4 millones de masas solares. La constatación de que el objeto Sgr A* es un agujero negro supermasivo condujo a que la astrónoma Andrea M. Ghez, responsable de estas observaciones a través de los telescopios Keck, fuese galardonada con el  Premio Nobel de Física de 2020 que compartió junto a Reinhard Genzel, responsable de un estudio similar realizado desde el Very Large Telescope, y del físico teórico Roger Penrose, "por el descubrimiento de que la formación de agujeros negros es una predicción robusta de la  Teoría General de la Relatividad y por el descubrimiento de un objeto compacto supermasivo en el centro de nuestra galaxia"

## Instrumentos

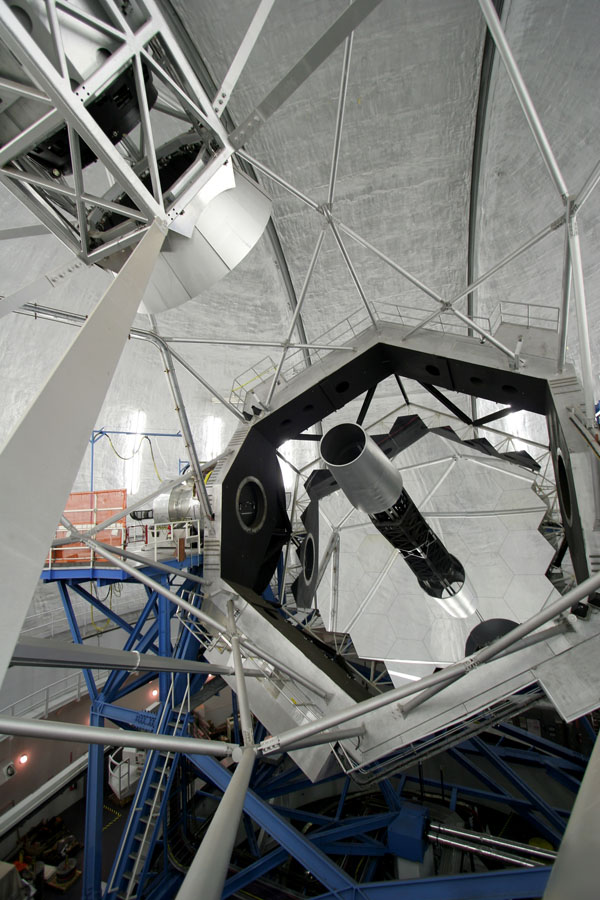
El telescopio Keck II mostrando el espejo primario segmentado

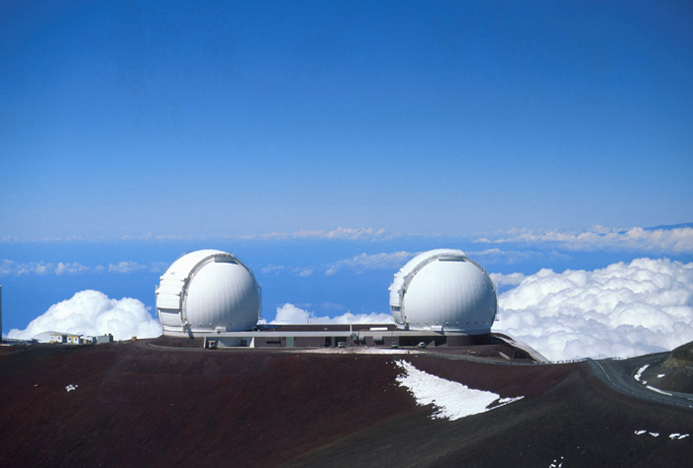
Telescopio Keck

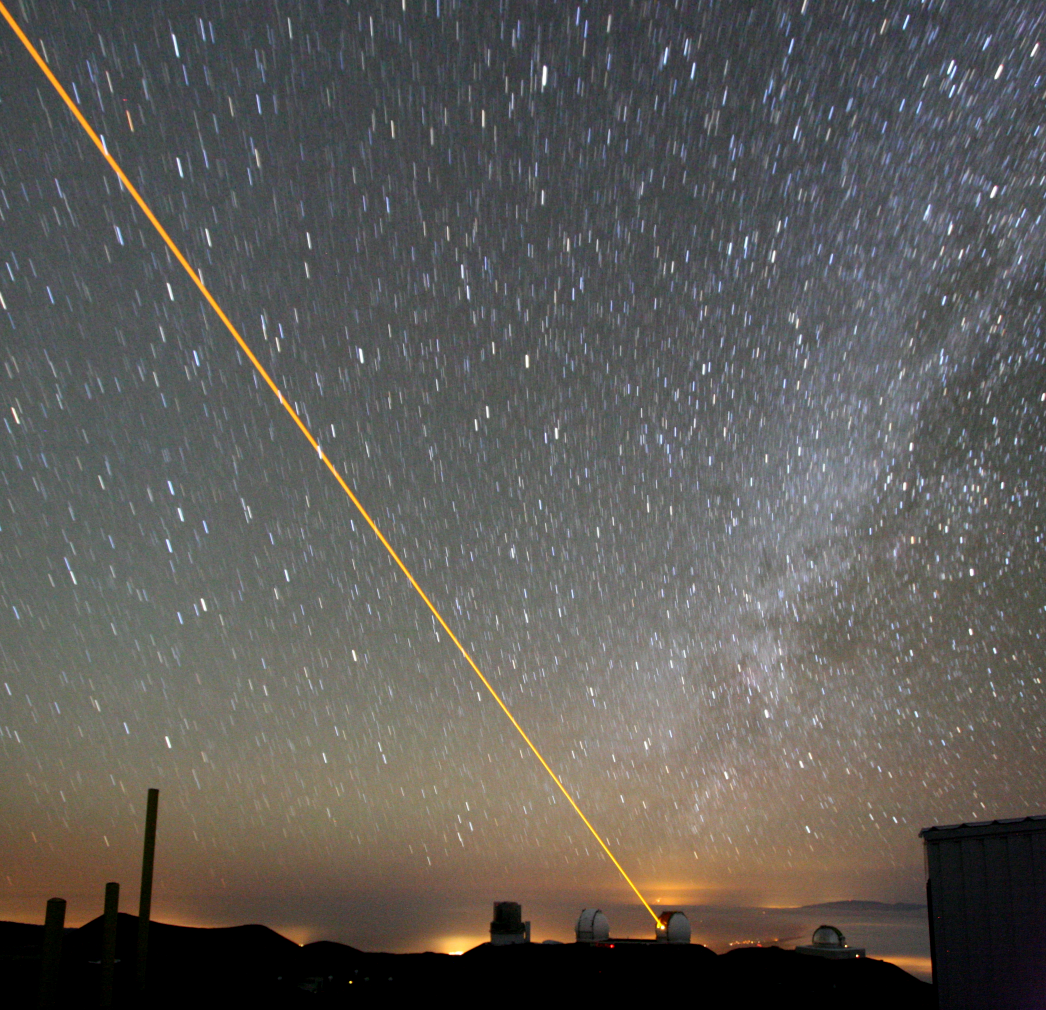
El cielo nocturno y el láser de Keck para la óptica adaptativa

DEIMOS(The Deep Extragalactic Imaging Multi-Object Spectrograph) El espectrógrafo multiobjeto extragaláctico profundo de imágenes es capaz de reunir espectros de 130 galaxias o más en una sola exposición. En el modo 'Mega Máscara', DEIMOS puede tomar espectros de más de 1200 objetos a la vez, usando un filtro especial de banda estrecha.
HIRES(High Resolution Echelle Spectrometer) Con la mayor y más compleja mecánica de los instrumentos principales del Keck, el espectrómetro de alta resolución Echelle rompe la luz estelar entrante en sus colores componentes para medir la intensidad exacta de cada uno de los miles de canales de color. Sus capacidades espectrales han dado lugar a muchos descubrimientos revolucionarios, tales como la detección de planetas fuera de nuestro sistema solar y la evidencia directa de un modelo de la teoría del Big Bang. Este instrumento ha detectado más planetas extrasolares que cualquier otro en el mundo. La precisión de velocidad radial es de hasta un metro por segundo (1,0 m/s) El límite de detección del instrumento a 1  AU es de 0,2 MJ
LRIS(The Low Resolution Imaging Spectrograph) El espectrógrafo de baja resolución de imágenes es un instrumento de luz débil, capaz de tomar espectros e imágenes de los objetos más distantes conocidos en el universo. El instrumento está equipado con un brazo rojo y un brazo azul para explorar las poblaciones estelares de galaxias lejanas, núcleos activos de galaxias, cúmulos galácticos y cuásares.
NIRCLa cámara infrarroja cercana para el telescopio Keck I es tan sensible que podría detectar el equivalente de una sola llama de vela en la Luna. Esta sensibilidad lo hace ideal para los estudios ultra profundos de la formación y evolución galáctica, la búsqueda de protogalaxias y las imágenes de los ambientes de un cuásar. Ha proporcionado estudios pioneros del centro galáctico, y también se utiliza para estudiar los discos protoplanetarios y regiones de formación estelar de gran masa.
NIRC-2La segunda generación de la cámara de infrarrojos funciona con el sistema de óptica adaptativa de Keck para producir imágenes de alta resolución desde tierra y la espectroscopia en el rango de 1-5 micras. Programas típicos incluyen el mapeo de características de la superficie de cuerpos del sistema solar, la búsqueda de planetas alrededor de otras estrellas, y el análisis de la morfología de las galaxias lejanas.
NIRSPEC(Near Infrared Spectrometer) El espectrómetro de infrarrojo cercano estudia el muy alto corrimiento al rojo de galaxias de radio, el movimiento y los tipos de estrellas situado cerca del centro galáctico, la naturaleza de las enanas marrones, las regiones nucleares de las galaxias con polvo y estallido estelar, los núcleos galácticos activos, la química interestelar, la física estelar, y la ciencia del sistema solar.
OSIRIS(The OH-Suppressing Infrared Imaging Spectrograph) El espectrógrafo supresor de OH de imágenes por infrarrojos es un espectrógrafo de  infrarrojo cercano para el uso con el sistema de óptica adaptativa del Keck II. OSIRIS toma espectros en un pequeño campo de visión para proporcionar una serie de imágenes a diferentes longitudes de onda. El instrumento permite a los astrónomos ignorar longitudes de onda, en la que la atmósfera de la Tierra brilla debido a las emisiones de moléculas de OH (hydroxl) lo que le permite la detección de objetos 10 veces más débiles que lo disponible anteriormente.